# Au bord du lac
Au bord du lac est un recueil de nouvelles de Yasushi Inoue publié en 1952.
Ce recueil contient cinq nouvelles inédites intitulées Au bord du lac, Le Cahier du moine Tchoken, Les Pruniers blancs, Le Descendant et Asunaro. 
Les textes de ce recueil ont été écrits entre 1937 et 1952.